# Claës-Axel Wersäll
Claës-Axel Wersäll (Irsta, 26 giugno 1888 – Djursholm, 12 febbraio 1951) è stato un ginnasta svedese.

## Palmarès

### Olimpiadi
- 1 medaglia:
  - 1 oro (Stoccolma 1912 nel concorso svedese a squadre)